# Hastingleigh
Hastingleigh is een civil parish in het bestuurlijke gebied Ashford, in het Engelse graafschap Kent met 230 inwoners.